# Gleißenberg
Gleißenberg là một đô thị ở huyện Cham bang Bayern nước Đức. Đô thị Gleißenberg có diện tích 15,39 km², dân số thời điểm ngày 31 tháng 12 năm 2006 là 923 người.